# Бородин, Сергей Дорофеевич
Сергей Дорофеевич Бородин — советский хозяйственный и государственный деятель, лауреат Государственной премии СССР за выдающиеся достижения в труде.

## Биография
Родился в 1925 году в селе Усть-Теленгуй. Член КПСС.
До 1965 года — чабан, старший чабан в овцеводческих хозяйствах Читинской области.
В 1965—1985 — бригадир комплексной овцеводческой бригады Ононского опытно-производственного хозяйства Забайкальского НИТИ овцеводства и мясного скотоводства.
За увеличение производства продуктов животноводства на основе создания прочной кормовой базы и внедрения промышленной технологии был в составе коллектива удостоен Государственной премии СССР за выдающиеся достижения в труде 1978 года.
Умер в 1998 году в селе Ононское.

## Награды
- Орден Ленина (1973)
- Орден Знак Почёта (1966)